# Любомирівка (Кам'янець-Подільський район)
Любоми́рівка (колишня назва Дереняки) — село в Україні, у Новоушицькій селищній територіальній громаді Кам'янець-Подільського району Хмельницької області.

## Символіка

### Герб
На золотому щиті у верхній частині зображено дві гілки дуба з жолудями – символ віри та могутності. По середині – соняшник жовтого кольору з двома листками, який є ознакою землеробства та достатку. У нижній частині гілля дерену, оскільки його є велика кількість насадження на даній місцевості, також саме від нього походить назва села.

### Прапор
Прямокутне полотнище складається з двох площин. Верхня половина прапора синього кольору, нижня – зеленого кольору. У правому верхньому куті гілля дерену. Гілля дерену символізує назву села, адже на території села велика кількість насадження такого дерева.

## Географія
Розташоване на адміністративній межі Вінницької та Хмельницької областей. Через село проходить дорога територіального значення Т 2308.

## Історія
Поселення відоме з 1761 року.
Жителі села постраждали під час організованого радянською владою Голодомору 1932-1933 років.
З 1991 року в складі незалежної України.
20 серпня 2015 року шляхом об'єднання сільських рад, село увійшло до складу Новоушицької селищної громади, до цього органом місцевого самоврядування була Ставчанська сільська рада.
До адміністративної реформи 19 липня 2020 року село належало до Новоушицького району, після увійшло до складу Кам'янець-Подільського району.

## Інфраструктура
У Любомирівці є два магазини, що розташовані на центральній вулиці. Також є клуб, який функціонує.

## Населення
Населення становить 320 осіб.

### Мова
У селі поширені західноподільська говірка та південноподільська говірка, що відносяться до подільського говору, який належить до південно-західного наріччя.
Розподіл населення за рідною мовою за даними перепису 2001 року:
| Мова       | Відсоток |
| ---------- | -------- |
| українська | 100%     |

## Природа
У селі є ставок, а також струмок, що витікає з нього, але в посушливі періоди він пересихає. У ставку водиться риба — короп, карась, окунь. Зараз за ставком ніхто не доглядає, він замулюється і заростає водоростями.
У лісі, що примикає майже до центру села, росте дуже багато видів грибів.
Також в цьому лісі є джерело.
Серед тварин поширені їжаки, зайці, лисиці, птахи представлені дятлом, сорокою та ін.[джерело?]

## Відомі люди
- Стецун Ілля Миколайович (1998—2017) — старший сержант Збройних сил України, учасник російсько-української війни.